# Stade Henri Sylvoz
Stade Henri Sylvoz – stadion piłkarski w Moandzie w Gabonie. Mecze na tym obiekcie rozgrywa klub piłkarski AS Mangasport. Pojemność stadionu wynosi 9 500.

## Architektura
Stadion posiada dwie trybuny postawione wzdłuż boiska o kolorach zielonym, żółtym i niebieskim.